# Elaphria purpusi
Elaphria purpusi là một loài bướm đêm trong họ Noctuidae.